# Мемориал братьев Знаменских 1990
33-й Мемориал братьев Знаменских — международный легкоатлетический турнир серии Гран-при ИААФ, состоявшийся 9—10 июня 1990 года на Центральном стадионе имени В. И. Ленина в Москве, СССР.
На соревнованиях проводился отбор в сборную Советского Союза для участия в последующих Играх доброй воли в Сиэтле и чемпионате Европы в Сплите, хотя некоторые сильные атлеты, такие как Сергей Бубка, Наталья Лисовская, Роберт Эммиян, Рудольф Поварницын и другие, ранее уже обеспечившие себе место в команде, не стали принимать участие в Мемориале.
По мнению журнала «Лёгкая атлетика», за счёт присутствия советских спортсменов высокого уровня в целом соревнования в Москве удались, однако отмечалось недостаточное количество зарубежных участников. Среди наиболее примечательных результатов: выступление Олега Проценко в тройном прыжке (17,75), Натальи Григорьевой в беге на 100 метров с барьерами (12,62), Андрея Абдувалиева в метании молота (83,16). Олимпийские чемпионы в метании молота Сергей Литвинов и Юрий Седых разочаровали, с трудом преодолев отметку в 80 метров.

## Результаты

### Мужчины
| Дисциплина                          | Золото                                | Золото           | Серебро                               | Серебро          | Бронза                              | Бронза           |
| ----------------------------------- | ------------------------------------- | ---------------- | ------------------------------------- | ---------------- | ----------------------------------- | ---------------- |
| 100 м                               | Павел Галкин СССР Куйбышев            | 10,41            | Виктор Брызгин СССР Луганск           | 10,44            | Виктор Мальчугин СССР Свердловск    | 10,53            |
| 200 м (ветер: −0,5 м/с)             | Владимир Крылов СССР Ульяновск        | 20,72            | Михаил Вдовин СССР Пенза              | 21,08            | Дмитрий Бей СССР Хабаровск          | 21,13            |
| 400 м                               | Евгений Ломтев СССР Саратов           | 46,39            | Владимир Просин СССР Саратов          | 46,70            | Николай Грицай СССР Одесса          | 46,83            |
| 800 м                               | Андрей Судник СССР Минск              | 1:46,00          | Реда Абденуз Алжир                    | 1:46,47          | Валерий Стародубцев СССР Иркутск    | 1:47,29          |
| 1500 м                              | Владимир Колпаков СССР Челябинск      | 3:38,20          | Сергей Мельников СССР Рыбинск         | 3:39,07          | Стивен Холлидей Великобритания      | 3:39,29          |
| 5000 м                              | Михаил Дасько СССР Ленинград          | 13:27,69         | Ричард Неруркар Великобритания        | 13:34,31         | Николай Чамеев СССР Чебоксары       | 13:40,16         |
| 10 000 м                            | Сергей Смирнов СССР Рыбинск           | 28:26,03         | Ю Ок Хён КНДР                         | 28:26,86         | Олег Стрижаков СССР Тбилиси         | 28:27,83         |
| 110 м с барьерами (ветер: −0,3 м/с) | Игорь Казанов СССР Рига               | 13,52            | Флориан Швартхофф ФРГ                 | 13,60            | Владимир Шишкин СССР Горький        | 13,63            |
| 400 м с барьерами                   | Карстен Кёрбрюк ФРГ                   | 49,52            | Алексей Базаров СССР Кишинёв          | 49,62            | Владимир Будько СССР Витебск        | 49,98            |
| 3000 м с препятствиями              | Валерий Вандяк СССР Тернополь         | 8:28,18          | Василий Коромыслов СССР Пермь         | 8:28,39          | Бела Ваго Венгрия                   | 8:29,03          |
| Прыжок в высоту                     | Алексей Емелин СССР Москва            | 2,28             | Сергей Дымченко СССР Киев             | 2,25             | Владимир Костенко СССР Бровары      | 2,25             |
| Прыжок с шестом                     | Радион Гатауллин СССР Ташкент         | 5,70             | Максим Тарасов СССР Ярославль         | 5,65             | Игорь Транденков СССР Ленинград     | 5,65             |
| Прыжок в длину                      | Александр Главацкий СССР Минск        | 8,10 (+1,0 м/с)  | Сергей Кравченко СССР Минск           | 8,02 (+1,8 м/с)  | Андрей Игнатов СССР Волгоград       | 7,96 (+1,4 м/с)  |
| Тройной прыжок                      | Олег Проценко СССР Московская область | 17,75 (+0,3 м/с) | Василий Соков СССР Душанбе            | 17,47 (+0,6 м/с) | Владимир Иноземцев СССР Луганск     | 17,35 (+0,5 м/с) |
| Толкание ядра                       | Михаил Кулиш СССР Киев                | 20,77            | Вячеслав Лыхо СССР Московская область | 20,09            | Александр Клименко СССР Киев        | 19,54            |
| Метание диска                       | Ромас Убартас СССР Вильнюс            | 65,40            | Василий Каптюх СССР Минск             | 63,18            | Луис Делис СССР Куба                | 62,56            |
| Метание молота                      | Андрей Абдувалиев СССР Душанбе        | 83,16            | Игорь Астапкович СССР Гродно          | 80,88            | Сергей Литвинов СССР Ростов-на-Дону | 80,12            |
| Метание копья                       | Андрей Мазниченко СССР Киев           | 82,54            | Лев Шатило СССР Московская область    | 80,86            | Владимир Сасимович СССР Минск       | 79,65            |

### Женщины
| Дисциплина                          | Золото                          | Золото   | Серебро                                 | Серебро  | Бронза                                | Бронза   |
| ----------------------------------- | ------------------------------- | -------- | --------------------------------------- | -------- | ------------------------------------- | -------- |
| 100 м (ветер: −1,1 м/с)             | Ирина Сергеева СССР Москва      | 11,30    | Галина Мальчугина СССР Брянск           | 11,31    | Наталья Ковтун СССР Тула              | 11,39    |
| 200 м (ветер: +0,4 м/с)             | Галина Мальчугина СССР Брянск   | 22,75    | Наталья Ковтун СССР Тула                | 23,26    | Наталья Бочина СССР Ленинград         | 23,38    |
| 400 м                               | Ольга Назарова СССР Москва      | 50,40    | Елена Рузина СССР Воронеж               | 50,92    | Людмила Джигалова СССР Харьков        | 51,08    |
| 800 м                               | Надежда Олизаренко СССР Одесса  | 1:58:51  | Надежда Лобойко СССР Ставрополь         | 1:58,72  | Татьяна Гребенчук СССР Брест          | 1:59,20  |
| 1500 м                              | Наталья Артёмова СССР Ленинград | 4:02,53  | Любовь Кремлёва СССР Московская область | 4:03,20  | Светлана Китова СССР Москва           | 4:04,13  |
| 3000 м                              | Елена Романова СССР Волгоград   | 8:43,89  | Наталья Артёмова СССР Ленинград         | 8:54,79  | Ольга Синицына СССР Челябинск         | 9:04,05  |
| 5000 м                              | Тамара Коба СССР Днепропетровск | 15:33,47 | Надежда Ильина СССР Чебоксары           | 15:34,79 | Джилл Хантер Великобритания           | 15:34,96 |
| 100 м с барьерами (ветер: +0,4 м/с) | Наталья Григорьева СССР Харьков | 12,62    | Лидия Юркова СССР Могилёв               | 12,71    | Марина Азябина СССР Ижевск            | 12,88    |
| 400 м с барьерами                   | Ольга Назарова СССР Ленинград   | 55,80    | Татьяна Ледовская СССР Минск            | 55,90    | Людмила Ходасевич СССР Днепропетровск | 56,30    |
| 2000 м с препятствиями              | Светлана Рогова СССР Нальчик    | 6:22,94  | Антонина Гришаева СССР Кишинёв          | 6:23,31  |                                       |          |
| Прыжок в высоту                     | Елена Топчина СССР Ленинград    | 1,92     | Елена Елесина СССР Челябинск            | 1,92     |                                       |          |
| Прыжок в длину                      | Галина Чистякова СССР Москва    | 7,07     | Инесса Кравец СССР Киев                 | 6,82     | Ирина Мушаилова СССР Краснодар        | 6,60     |
| Тройной прыжок                      | Инга Бабакова СССР Киев         | 13,83    | Инара Цурко СССР Ростов-на-Дону         |          |                                       |          |
| Толкание ядра                       | Марина Антонюк СССР Пермь       | 19,29    | Валентина Федюшина СССР Симферополь     | 19,09    | Бельси Ласа Куба                      | 18,78    |
| Метание диска                       | Ильке Вилудда ГДР               | 67,40    | Эллина Зверева СССР Москва              | 66,20    | Лариса Михальченко СССР Харьков       | 65,02    |
| Метание копья                       | Татьяна Шиколенко СССР Могилёв  | 64,98    | Дульсе Гарсия Куба                      | 64,20    | Наталья Ермолович СССР Могилёв        | 64,00    |